# Freek van der Wart
Freek van der Wart (* 1. Februar 1988 in Voorburg) ist ein niederländischer Shorttracker.

## Werdegang
Van der Wart debütierte im Oktober 2008 in Salt Lake City im Shorttrack-Weltcup und belegte dabei über 1500 m den 35. Rang. Bei den Europameisterschaften 2009 in Turin gewann er Silber mit der Staffel über 5000 m. In der Saison 2010/11 erreichte er in Shanghai mit dem dritten Platz in der Staffel seine erste Podestplatzierung im Weltcup. Beim folgenden Weltcup in Moskau holte er in der Staffel seinen ersten Weltcupsieg. Über 500 m kam er dort auf den dritten Rang. Bei den Europameisterschaften 2011 in Heerenveen und den Europameisterschaften 2012 in Mladá Boleslav gewann er mit der Staffel die Goldmedaille. Im Februar 2012 holte er in Dordrecht mit der Staffel seinen zweiten Weltcupsieg. Im folgenden Monat errang er bei den Weltmeisterschaften 2012 in Shanghai die Silbermedaille mit der Staffel. In der Saison 2012/13 belegte er im Weltcup mit der Staffel viermal den zweiten Platz. Bei den Europameisterschaften 2013 in Malmö holte er mit der Staffel die Silbermedaille und im Mehrkampf, über 1000 m und über 3000 m die Goldmedaille. Im März 2013 gewann er bei den Shorttrack-Weltmeisterschaften 2013 in Debrecen über 500 m und mit der Staffel über 5000 m die Bronzemedaille. In der folgenden Saison kam er beim Weltcup in Turin auf den dritten Rang mit der Staffel. Bei den Europameisterschaften 2014 in Dresden holte er Bronze über 1500 m und Silber mit der Staffel. Bei seiner ersten Olympiateilnahme 2014 in Sotschi wurde er Zehnter über 500 m und Vierter mit der Staffel. Im März 2014 gewann er bei den Weltmeisterschaften 2014 in Montreal mit der Staffel zusammen mit Niels Kerstholt, Daan Breeuwsma und Sjinkie Knegt die Goldmedaille. In der Saison 2014/15 siegte er im Weltcup zweimal mit der Staffel und erreichte einmal den zweiten und einmal den dritten Platz mit der Staffel. Im Januar 2015 errang er bei den Europameisterschaften 2015 in Dordrecht Bronze mit der Staffel und Silber über 1000 m. Ebenfalls die Bronzemedaille mit der Staffel gewann er bei den folgenden Weltmeisterschaften 2015 in Moskau. In der Saison 2015/16 kam er in Montreal und in Dordrecht jeweils auf den zweiten Platz mit der Staffel und belegte zudem in Nagoya den dritten Rang über 1000 m. Bei den Europameisterschaften 2016 in Sotschi gewann er die Goldmedaille mit der Staffel. Zudem wurde er im Mehrkampf Achter und errang dabei den dritten Platz im Lauf über 1500 m. Seine besten Resultate bei den Weltmeisterschaften 2016 in Seoul waren der 12. Platz über 500 m und der achte Rang mit der Staffel.

## Weltcupsiege im Team
| Nr. | Datum             | Ort         |
| --- | ----------------- | ----------- |
| 1.  | 13. Februar 2011  | Moskau 1    |
| 2.  | 12. Februar 2012  | Dordrecht 1 |
| 3.  | 21. Dezember 2014 | Seoul 2     |
| 4.  | 8. Februar 2015   | Dresden 3   |
| 5.  | 6. Dezember 2015  | Dresden 4   |

## Persönliche Bestzeiten
- 500 m      40,389 s (aufgestellt am 7. Februar 2016 in Dresden)
- 1000 m    1:24,594 min. (aufgestellt am 20. Oktober 2012 in Calgary)
- 1500 m    2:14,748 min. (aufgestellt am 18. Januar 2013 in Malmö)
- 3000 m    4:49,621 min. (aufgestellt am 6. Januar 2013 in Amsterdam)